# 納木扎勒
那木扎爾（滿語轉寫：Namjal，？—1758年）、那木札勒、納木扎勒、納穆札爾，圖伯特氏，蒙古正白旗人，諡武毅，清朝政治人物、軍事將領，拉锡子。

## 生平
早年擔任藍翎侍衛，后任一等侍衛。乾隆十年（1745年），升任正白旗滿洲副都統、鑲藍旗滿洲副都統。乾隆十三年（1748年），署總管內務府大臣。乾隆十四年，任戶部右侍郎。次年（1750年）改工部左侍郎，因为西藏郡王珠尔默特那木扎勒谋反，受命和都统班第入藏为駐藏大臣。乾隆十九年（1754年），赴北路軍營管理新降杜爾伯特及輝特和碩特等遊牧。乾隆二十年（1755年），任吏部左侍郎；因为阿睦尔撒纳计划占据准噶尔，他和参赞大臣阿兰泰驻防乌里雅苏台。次年改將軍成袞扎布參贊大臣，和成衮扎布率领索伦兵追剿侵获和托辉特部郡王青衮咱卜，授一等勤襄伯。乾隆二十二年（1757年），任工部尚書。乾隆二十二年，兼任鑲紅旗滿洲都統、駐科布多辦事、駐布延圖，署定邊左副將軍。乾隆二十三年，任西路軍營參贊大臣、署定邊右副將軍，加靖逆將軍，从库车出军镇压霍集占之乱，陣亡，追谥号武毅，贈三等義烈公。

## 家庭
- 子：保寧，官至领侍卫内大臣、武英殿大學士，襲三等義烈公。孙女圖伯特氏，嫁镶黄旗满洲高佳氏素納（父內閣中書廣平 (高佳氏)，祖父文华殿大学士文端公高晉）。
- 兄弟：汪扎爾（旺扎勒），官至御前大臣、領侍衛內大臣、理藩院侍郎。

## 延伸阅读
[在维基数据编辑]
 《清史稿/卷312》，出自趙爾巽《清史稿》
 在维基共享资源阅览影像

### 引用
1. ↑  Nie Chongzheng.  (PDF).
2. ↑  清史稿校註 ,1冊 ,395
3. 1 2  清代職官年表 ,1冊 ,414
4. ↑  國立故宮博物院圖書文獻處清史館傳稿 ,701007745號
5. 1 2 3 4 5 6 7 8 9 10 11 12 13 14  國立故宮博物院圖書文獻處清國史館傳稿 ,701005734號
6. 1 2  清代職官年表 ,1冊 ,410
7. ↑  清代職官年表 ,1冊 ,411-412
8. ↑  清代職官年表 ,3冊 ,2282-2284
9. ↑  清代職官年表 ,1冊 ,226-227
10. ↑  清代職官年表 ,3冊 ,2289